# Convent de la Mercè (Barcelona)
El Convent de la Mercè fou un establiment de l'orde mercenari a la ciutat de Barcelona, desamortitzat al segle xix. Les restes conventuals, separades avui dia de la Basílica de la Mercè, conformen un edifici aïllat que ocupa tota l'illa de cases del passeig de Colom i els carrers d'en Boltres, de la Mercè i de Simó Oller, catalogat com a bé cultural d'interès local. Actualment allotja les dependències de la Capitania General de la Quarta Regió Militar.

## Història
L'Orde dels Mercedaris va ser fundat a Barcelona l'any 1218 per Sant Pere Nolasc, amb el suport del Rei Jaume I. Inicialment era una confraria que es cuidava de l'Hospital de Santa Eulàlia i del rescat de captius. Gràcies a la intervenció del Bisbe Berenguer II de Palou l'any 1235 el Papa Gregori IX l'aprovà com orde religiós. Els mercedaris s'instal·laren a l'Hospital de Santa Eulàlia, al costat de la Catedral i la Pia Almoina, però en créixer la comunitat, el mateix Pere Nolasc adquirí uns terrenys vora el mar per a la construcció d'un convent més gran. El lloctinent Ramon de Plegamans, que participà directament en aquesta operació ajudà a la construcció del nou Hospital de Santa Eulàlia en aquest terreny. Entre 1249 i 1267, s'aixecà la primera església del convent situada al mateix lloc que l'actual, que comunicava per mitjà d'un pas elevat amb els horts de la comunitat, situats en la parcel·la compresa entre el carrer de la Mercè i el mar.
El convent del segle xv va ser substituït per una construcció de majors dimensions, traçada pel mestre de cases Jeroni Santacana i construïda en diverses fases al llarg del segle xvii. Encara que les obres s'iniciarien el 1605, diverses dificultats econòmiques aturaren la construcció entre 1608 i 1613 i, de nou, el 1621. La decoració es començà el 1636 i hi intervingueren Jaume Granger (autor del claustre), Josep Ratés (autor de la decoració escultòrica), Jaume Flori (autor del portal de la Plaça de la Mercè) i Joan Salanova. Les obres del convent es donaren per finalitzades l'any 1653. Entre 1765 i 1775, el mestre de cases Josep Mas i Dordal construí l'actual basílica de la Mercè.
Durant la Guerra del Francès, els mercedaris hagueren d'abandonar el convent, que fou saquejat per l'exèrcit francès. L'any 1835, amb la desamortització, l'Estat confiscà l'edifici, que seria usat com a caserna (1844-45), com a casino militar (1845) i, finalment com a seu de la Capitania General de la IV Regió, des del 1846 fins a l'actualitat. A partir d'aquell moment l'antic convent patiria nombroses intervencions que en transformarien la seva fesomia. L'actuació més radical, tanmateix, va ser dirigida per l'arquitecte Adolf Florensa i Ferrer entre 1926 i 1929, que tan sols respectà el claustre barroc.
A principis del 2010, l'escut que coronava la façana principal des de la intervenció de Florensa fou tapiat i cobert per l'escut constitucional, variant notablement l'aspecte original.

## Arquitectura

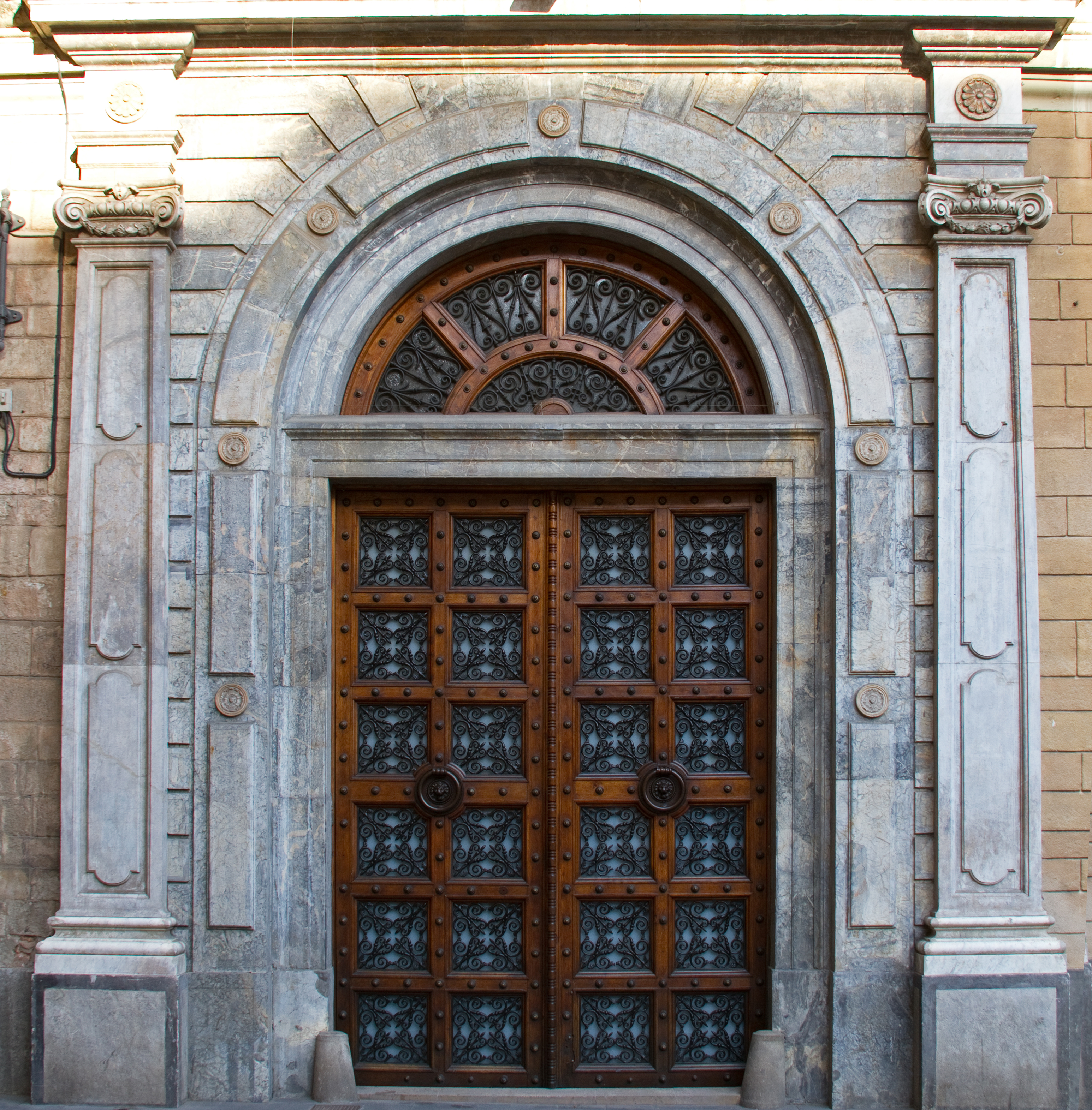
Portal barroc que dona a la plaça de la Mercè

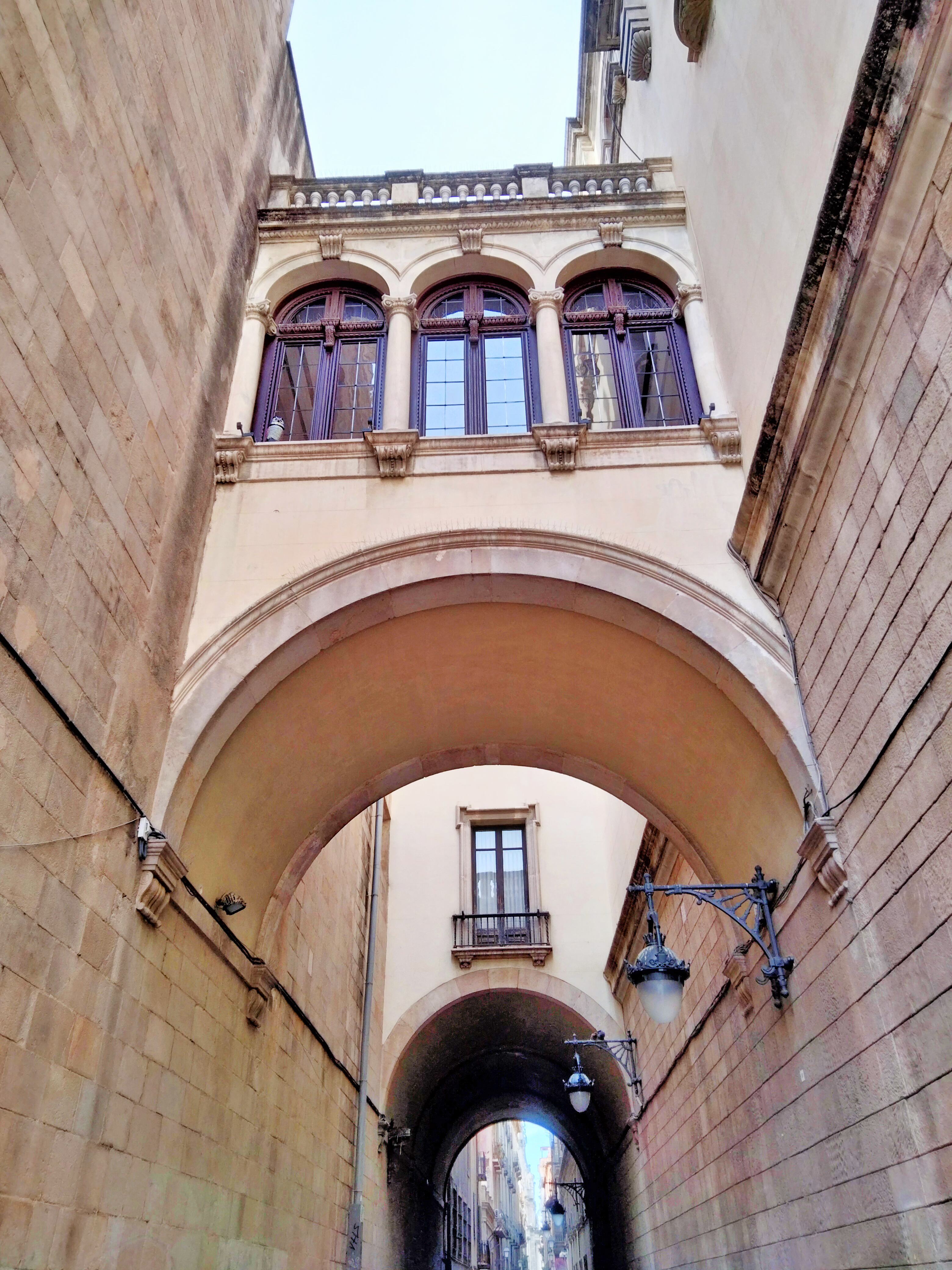
Passos coberts que connecten el convent amb la basílica de la Mercè

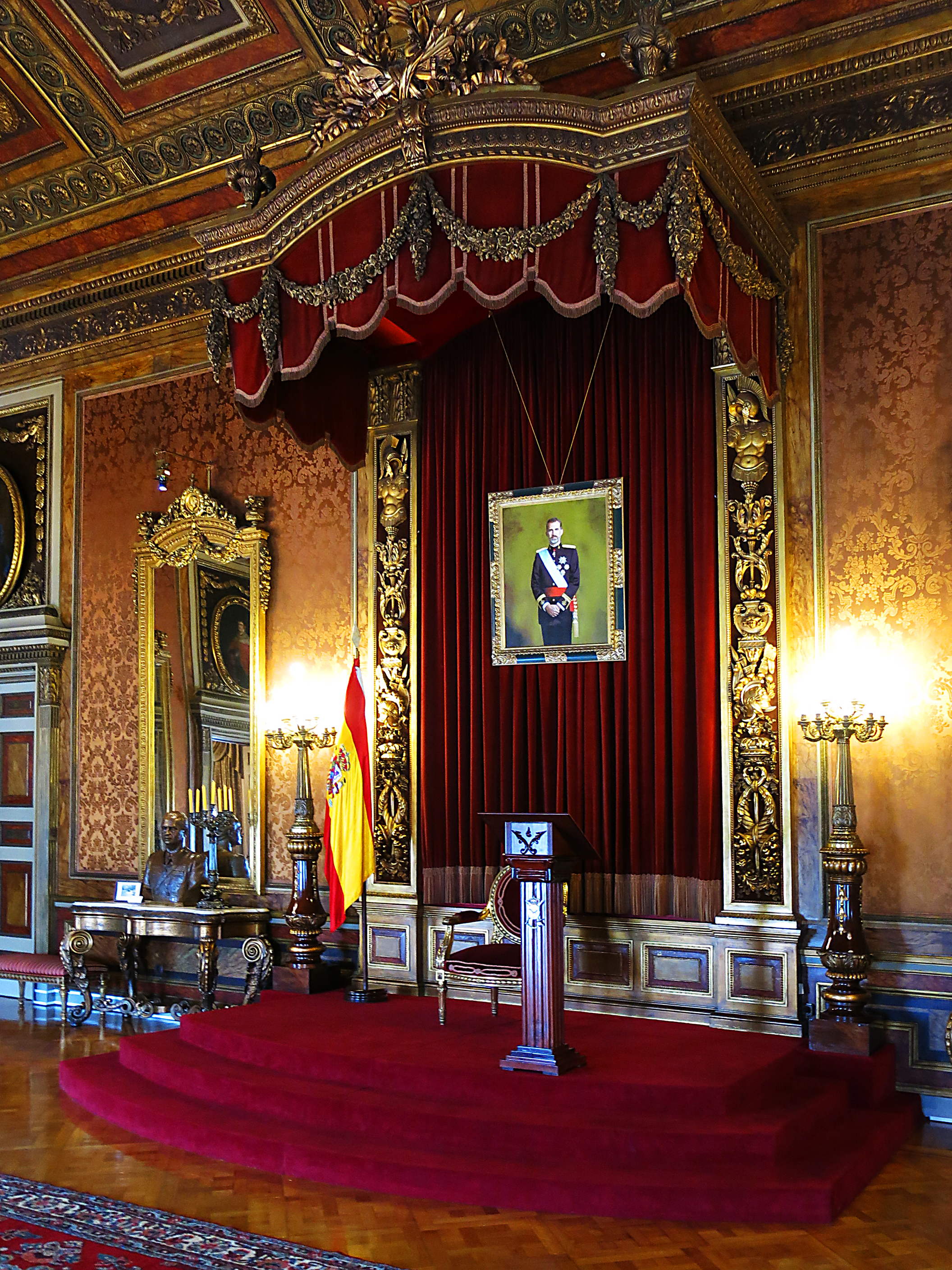
Sala del Tron

De planta rectangular, l'edifici comprèn les quatre crugies que tanquen el recinte i la central que divideix el claustre central del pati interior. L'accés del Passeig de Colom mena, a través d'un vestíbul, al claustre central. Per la seva banda, l'accés de la plaça de la Mercè dona pas a un ampli vestíbul que no tan sols dona accés al claustre, sinó també a la gran escala d'honor vers la planta noble.
Donada la seva dilatada trajectòria en el temps i les diverses remodelacions a les que ha estat sotmès l'edifici, les façanes d'aquest presenten solucions ben diferents. La crugia orientada al passeig de Colom, totalment refeta per Adolf Florensa i Ferrer la dècada del 1920, mostra una façana monumental de llenguatge classicista i reminiscències neobarroques força aliè a la cultura constructiva catalana. Aquesta façana s'articula horitzontalment en tres registres i verticalment en cinc cossos disposats seguint un eix de simetria axial centrat en l'accés principal. El registre inferior consisteix en un gran pòrtic d'arcs de mig punt amb llurs pilastres i carcanyols fets de carreus petris encoixinats. Aquests arcs contenen les finestres rectangulars de la planta baixa i els balcons ampitadors del primer pis, coronats per arcs escarsers motllurats i tancats per baranes de ferro colat amb boles de llautó daurat. Aquest basament conté, a més, dos accessos secundaris (allindanats) i, sobre l'eix de simetria, el portal principal, consistent en un alt arc de mig punt. Cadascuna d'aquestes portes presenten llurs tancaments de fusta noble amb aplics de bronze daurat en forma de punta de llança i els escuts que formen les armes d'Espanya. El portal principal, que sobresurt de l'aplom de la façana, serveix de basament a les dues parelles de columnes toscanes que flanquegen el gran balcó central, ja en el segon registre horitzontal. Aquest balcó consisteix en un arc de gran llum sostingut per pilastres corínties i amb triomfs esculpits als carcanyols. El segon registre acull els dos pisos centrals per mitjà d'una imponent columnata correguda a base de pilastres toscanes d'ordre monumental que sostenen un entaulament dòric decorat a base de tríglifs i mètopes. La planta noble es manifesta en aquest nivell per mitjà de balcons ampitadors tancats amb balustres de pedra i amb els emmarcaments motllurats i coronats per frontons triangulars i semicirculars alternats. El pis superior, en canvi, s'obre a l'exterior per mitjà de balcons ampitadors emmarcats amb motllures i dovelles d'arc pla en relleu, sobre una llosana pètria amb barana de ferro colat amb boles de llautó daurat. Per sobre de l'entaulament s'alça el tercer i últim registre, corresponent a l'àtic. Aquest àtic es presenta ritmat per diverses parelles de pilastres a quarterons que flanquegen les finestres d'aquest pis, amb els brancals motllurats i les llindes ornades amb petxines. Sobre el cornisament de l'àtic hi reposa la balustrada que tanca el terrat. L'àtic és el nivell que millor manifesta la composició a base de cossos verticals simètrics. Efectivament, és en aquest nivell que el cos central presenta el coronament de la porta principal, consistent en un gran escut d'Espanya protegit per semicolumnes i pilastres corínties que sostenen un frontó triangular coronat per pinacles. Flanquejant aquest escut, dues escultures masculines representen Hèrcules i Escipió. Als dos extrems de la façana, l'àtic acull dues torres de forma cúbica amb les quatre cares ornades amb pilastres corínties i frontons triangulars coronats amb pinaces. Aquestes torres s'obren a l'exterior per mitjà d'un finestral i un òcul protegit sota un arc de mig punt amb els carcanyols esculpits amb triomfs.
Les característiques de la façana principal tenen poc a veure amb les de la façana orientada a la plaça de la mercè. Aquesta presenta un basament de pedra i la resta dels murs són revestits amb morters imitant carreus al trencajunt. En aquesta façana, les obertures presenten emmarcaments de marbre motllurat, amb ampits esculpits a base de palmetes i llindes amb frontons trencats. Un dels trets definitoris d'aquesta façana és la presència dels dos ponts coberts que comuniquen l'antic convent amb la basílica de la Mercè. Aquests ponts se sostenen sobre voltes de mig punt i es presenten coberts per galeries d'arcs sobre columnes jòniques. L'accés al convent des d'aquesta façana es produeix a través de la porta monumental dissenyada per Jaume Flori, una rara avis de l'arquitectura barroca barcelonina obrada en marbre blanc, gris i rosat. Aquest accés consisteix en un portal allindanat coronat per un arc de mig punt, flanquejat per dues pilastres jòniques amb els fusts ornats a quarterons. L'entaulament d'aquest portal és, alhora, basament del balcó ampitador del primer pis, flanquejat per volutes i coronat amb un frontó trencat. Aquest accés dona pas a l'escala d'honor.
El vestíbul i l'escala d'honor, redecorats per Adolf Florensa, formen un dels espais més destacats de l'edifici. El vestíbul presenta llurs terres a base de lloses de marbre blanc, rosat i negre i els murs són ornats amb estucs a base de quarterons i uns aparatosos triomfs en relleu sobredaurat. A través d'un arc de mig punt s'accedeix pròpiament a l'escala d'honor, un espai amb els arrimadors decorats a base de quarterons de marbre blanc, rosat i gris. Els murs acullen una profusa ornamentació d'estucs a base de quarterons i triomfs sobredaurats similars als del vestíbul. L'escala, amb els graons de marbre blanc i la barana feta de balustres de marbre gris, dona accés a la planta noble. Tanmateix, la caixa d'escala serveix, al mateix temps, de distribuïdor vers el claustre central.
El claustre, dissenyat al segle xvii per Jaume Granger, és una de les obres més destacades de l'arquitectura barroca catalana, no tan sols per les seves dimensions, sinó també per la seva harmonia del projecte i la qualitat dels seus acabats. Aquesta construcció, que combina murs de revestiment blanc amb elements portants de marbre gris, beu de les aportacions constructives dels mestres de l'Escola del Camp, importadors de les novetats florentines a Catalunya. El claustre ve format per quatre galeries de quatre trams cadascuna cobertes amb voltes d'aresta sostingudes per pilastres i columnes toscanes de marbre gris. Aquestes galeries presenten arrimadors ceràmics d'inspiració barroca realitzats després de la reconstrucció de Florensa, presentant els escuts i els noms dels principals capitans generals de Catalunya al llarg del temps. Damunt d'aquestes galeries encara s'hi aixeca un claustre superior format pel doble d'arcs i columnes que l'inferior. Aquesta solució, similar a la de la barcelonina Casa de Convalescència es materialitza per mitjà d'arcs i columnes jòniques sobre balustrada, tot fet en marbre gris que contrasta amb el daurat de la pedra dels murs. Aquest claustre superior es presenta tancat amb finestrals de vidre i fusta tallada profusament ornamentats realitzats en època de Florensa. Damunt d'aquesta galeria, el tercer pis es manifesta per mitjà de quatre balcons per banda, de tipus ampitador, amb barana metàl·lica i emmarcament gris. El claustre és presidit, al centre, per una monumental font-fanal en forma d'obelisc realitzat a base de marbres de colors i elements de bronze, realitzat en estil neobarroc durant el regnat d'Alfons XIII.
La Sala del Tron, junt amb la resta de sales de la crugia orientada al mar, foren redissenyades per Adolf Florensa la dècada de 1920 inspirant-se en l'arquitectura neoclassicista de la corona espanyola, especialment del Real Sitio de Aranjuez. Aquest saló es presenta revestit amb riques sedes vermelles i emmarcaments motllurats daurats. Destaca el treball de fusteria policromada i daurada de la volta cassetonada i les sobreportes, que contenen al seu temps còpies dels retrats dels principals monarques de la dinastia dels Borbó espanyols. Cal destacar el treball del baldaquí del tron i el mobiliari que l'envolta.

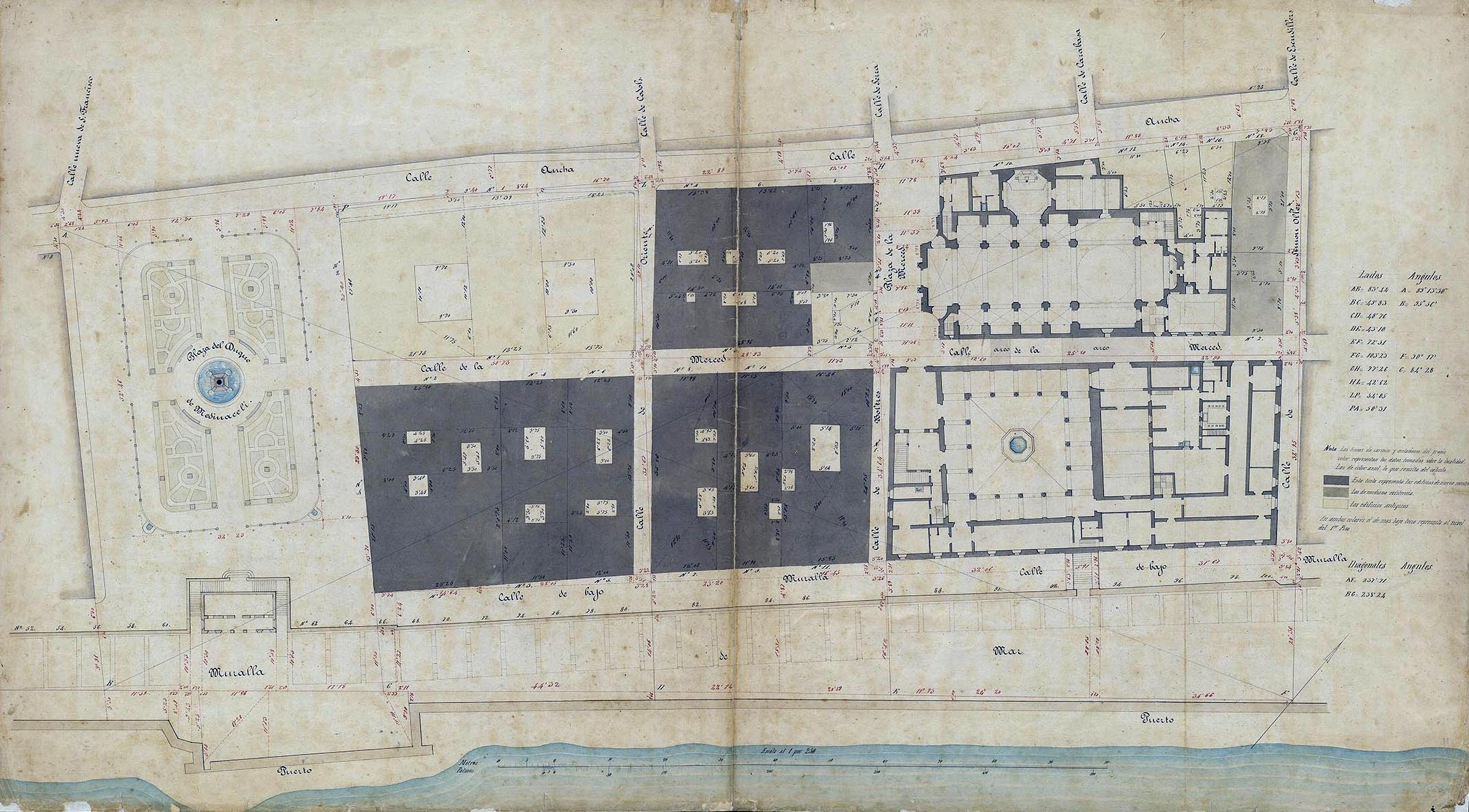
Quarteró núm. 118 de Garriga i Roca (c. 1860)